# Enver Pascha
Enver Pascha, född 22 november 1881 i Istanbul, Osmanska riket, död 4 augusti 1922, var en osmansk militär och politiker. Han utmärkte sig som befälhavare i en rad mindre konflikter i början på 1900-talet och blev en av ledargestalterna under den ungturkiska revolutionen 1908. Enver Pascha var tillsammans med Djemal Pascha och Talaat Pascha en av de verkliga makthavarna i Osmanska riket från 1913 till 1918 och han var pådrivande för inträdet i första världskriget. Inrikespolitiskt präglades hans tid vid makten av hårdför etnonationalism liksom eskalerande etniska spänningar som kulminerade i en serie omfattande utrensningskampanjer riktad mot flera av rikets minoritetsfolk.

## Uppväxt och tidig karriär
Enver Pascha föddes som Ismail Enver i dagens Istanbul den 22 november 1881. Han kom att studera på militärskolor och blev 1899 officer vid infanteriet, från 1902 kapten vid generalstaben. Enver bekämpade med framgång 1905 grekiska och makedoniska upproriska band i vilajetet Monastir. Han anslöt sig samma år till den ungturkiska rörelsen i Thessaloniki och deltog 1908 som ledare (tillsammans med Niasi bej) i upprorsrörelsen i Makedonien, som medförde statsomvälvningen i juli samma år.

## Väg till makten
I mars 1909 blev han (som major) militärattaché i Berlin, men vid turkiska motrevolutionens utbrott strax därpå reste han hem och tog en mycket verksam del i undertryckandet av den och avsättningen av sultan Abd ül-Hamid II, och därefter återvände han till Berlin. 1911 organiserade han folkkriget i Benghasi mot italienarna, som dock inte fick något inflytande på Tripoliskrigets utgång. Samma år gifte han sig med sultanens brorsdotter, prinsessan Nadjié, vilket blev av en viss betydelse för hans verksamhet som politiker.

### Statskuppen 1913
I januari 1913 utförde han, tillsammans med Talaat Pascha, den kupp, genom vilken den under tiden till makten komna reaktionära regeringen störtades, varefter han, som stabschef vid 10:e armékåren och dennas verklige ledare, deltog i det senare skedet av första Balkankriget. Statskuppen motiverades av Enver själv till stor del med de enligt honom oacceptabla landavträdelser som segrarmakterna krävde under fredskonferensen i London 1913. Efter kuppen tog det nationalistiska, ungturkiska partiet Kommittén för enighet och framsteg, till vilket Enver hörde, makten i riket och den liberala oppositionen i Konstantinopel blev föremål för våldsam repression. Enver bildade tillsammans med Djemal Pascha och Talaat Pascha ett regerande triumvirat, en djupt nationalistisk junta (ibland betecknat "de tre paschorna") som besatt all verklig makt i riket.
Under andra Balkankriget var han, trots att han endast var överste vid generalstaben, den verklige överbefälhavaren över den turkiska armén, med vilken han ryckte fram emot och 20 juli 1913 besatte Adrianopel, som bulgarerna hade utrymt.

## Tid som krigsminister

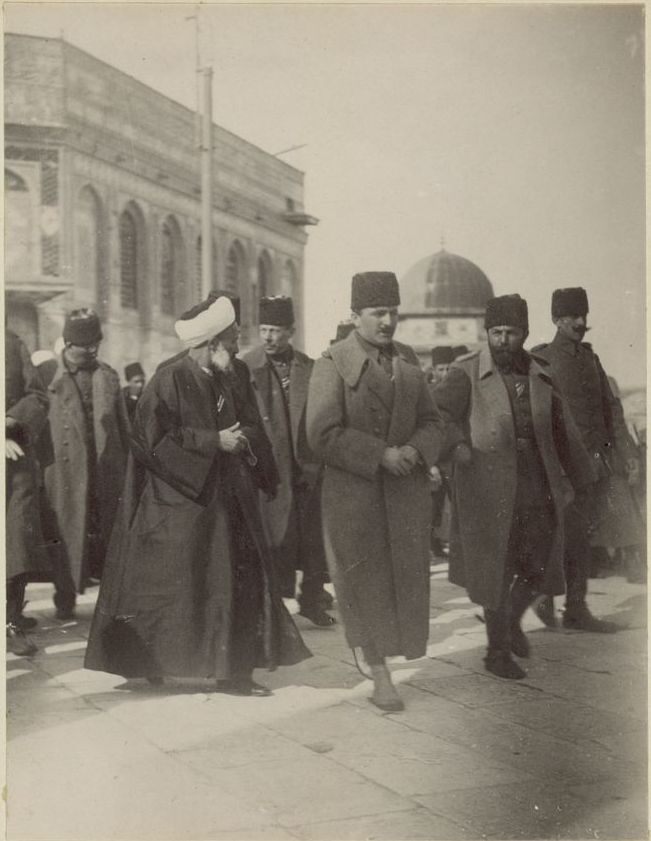
Enver Pasha, i mitten, tillsammans med Djemal Pasha (höger), besöker Jerusalem, efter slutet på Gallipolikampanjen.

I januari 1914 gjorde han sig själv till pascha (generalmajor), krigsminister och generalstabschef. Som sådan medverkade han, som var utpräglad tyskvän, i hög grad till Turkiets deltagande i första världskriget. Under detta förde han, som generallöjtnant och "vice generalissimus", det högsta befälet över Turkiets stridskrafter, varvid det ofta kom till slitningar mellan honom och de tyska underbefälhavarna, särskilt Liman von Sanders.
Enver Pascha utövade som krigsminister en i vissa avseenden (särskilt gällande arméns utrustning) förtjänstfull verksamhet, men däremot tycks han inte ha varit vuxen nämnda maktpåliggande chefsbefattning. Hans försök att som befälhafvare över 3:e armén på Kaukasiska fronten (december 1914-januari 1915) vinna en avgörande seger över ryssarna misslyckades även, på grund av att turkiska armén blev helt och hållet uppriven.

## Liv i exil
Efter sammanbrottet i oktober 1918 flydde han via Odessa till Tyskland. Av den nya turkiska regeringen dömdes han i juli 1919 till döden in contumaciam. Hans senare öden är delvis höljda i dunkel. Från Tyskland skulle han 1919 ha begett sig till Ryssland, under någon tid varit anställd vid Denikins armé och sedermera verkat "för understödjande av folkkriget" i Mindre Asien. 1920-1921 lär han ha varit direktör för det asiatiska departementet i sovjetregeringen i Moskva och som sådan i oktober 1921 i Petrovsk uppträtt som ledare för förhandlingarna mellan Sovjet och de vita i Azerbajdzjan.

### Uppror och död
Senare skall han ha brutit med Sovjet och via Turkestan begett sig till sovjetrepubliken Buchara, där han organiserat ett uppror mot sovjetstyrelsen. De upproriske besegrades emellertid av ett från Röda armén utsänt detachement 4 augusti 1922 nära Baldjuan i östra Buchara, varvid Enver Pascha stupade.
Hans kropp begravdes nära Ab-i-Derya. 1996 fördes hans kvarlevor till Turkiet och begraves i Istanbul, på begravningsplatsen Şişli Abide-i Hürriyet.

## Familj
Enver Pascha var son till en albansk kvinna från Monastir (Bitola).